# Franc Dovnik
‎Franc Dovnik, slovenski teolog in filozof, * 22. februar 1850, Maribor, † 3. junij 1919, Gornji Grad.
Na Visoki bogoslovni šoli v Mariboru je v letih 1889−1890 predaval moralko in filozofijo.